# Tipula (Pterelachisus) wuana
Tipula (Pterelachisus) wuana is een tweevleugelige uit de familie langpootmuggen (Tipulidae). De soort komt voor in het Oriëntaals gebied.